# Percnia luridaria
Percnia luridaria är en fjärilsart som beskrevs av John Henry Leech 1897. Percnia luridaria ingår i släktet Percnia och familjen mätare. Inga underarter finns listade i Catalogue of Life.

## Bildgalleri

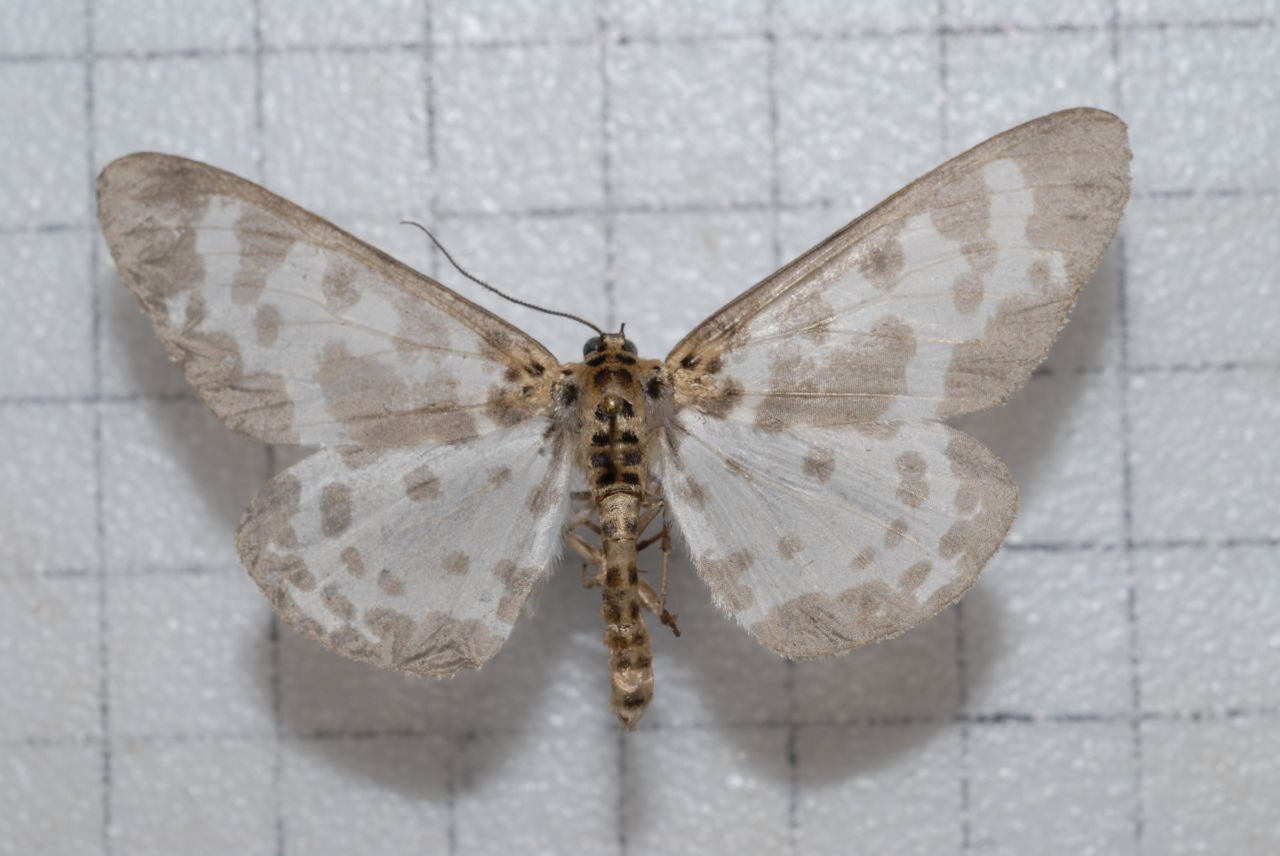